# Parafia Najświętszej Maryi Panny Wniebowziętej – Gwiazda Morza w Sopocie
Parafia Najświętszej Maryi Panny Wniebowziętej – Gwiazda Morza w Sopocie – rzymskokatolicka parafia usytuowana w Sopocie przy ulicy Kościuszki. Wchodzi w skład dekanatu Sopot, który należy do archidiecezji gdańskiej. Powstała w kwietniu 1911 i jest najstarszą w mieście.

## Historia
Kościół parafialny został wzniesiony w grudniu 1902 przez sopockich katolików jako „Dom Stowarzyszeń Katolickich”. Pierwotnym jego przeznaczeniem miał być prowizoryczny kościół, natomiast właściwy miał być wybudowany w późniejszych latach. Projekt ten jednak nie został nigdy zrealizowany. W dniu 21 grudnia 1902 budowla została poświęcona i otrzymała wezwanie Najświętszej Maryi Panny Wniebowziętej – Gwiazda Morza. W tym samym roku zostały sprowadzone trzy dzwony odlane w Apoldzie oraz ołtarze z Monachium. W 1903 roku firma Wilhelm Sauer z Frankfurtu na Odrą zbudowała organy dla kościoła katolickiego w Sopocie. W archiwum firmy organy widnieją pod numerem 880. W 1925 do kościoła została dobudowana kaplica chrzcielna, a w 1931 wieża została podwyższona o 2 metry.
Jednym z najważniejszych wydarzeń w życiu i na terenie parafii, były dwie wizyty kardynała Stefana Wyszyńskiego – Prymasa Tysiąclecia. Pierwsza 10 czerwca 1952 i sprawowana przez niego mszę podczas której udzielił sakramentu bierzmowania, jak i druga 5 stycznia 1958 w trakcie której odprawił nabożeństwo dla młodzieży i wygłosił okolicznościowe kazanie.
Od 1 października 2018 do 21 grudnia 2019 kościół parafialny był poddawany renowacji i z tego powodu był zamknięty. Wszystkie nabożeństwa sprawowane były w kaplicy (tj. kościele filialnym) św. Wojciecha w Sopocie przy ul. Chopina 16 A – która to kaplica została rozebrana na początku marca 2021.

## Proboszczowie
- 1901–1904: ks. dr Konstantyn Krefft
  - kuratus
- 1904–1937: ks. Artur Schultz[8]
  - kuratus (1904–1911)
- 1938–1945: ks. Paweł Schütz[9][10]
- 1945–1960: ks. prał. dr Władysław Łęga
- 1963–1983: ks. kan. Edward Brzozowski[11][12][13]
  - administrator parafii (1963–1976)
- 1983–1988: ks. kan. Marian Szlagowski[14]
  - administrator parafii (1983)
- 1988–1991: ks. prał. Franciszek Cybula[15][16]
- 1991–2024: ks. kan. Kazimierz Czerlonek[17]
- od 1 II 2024: ks. kan. dr Maciej Kwiecień[18][19]
  - wicedziekan od 18 IX 2024
  - diecezjalny korespondent KAI od 15 XII 2020
  - rzecznik archidiecezji ds. kontaktu z mediami od 16 XI 2020
  - cenzor ksiąg religijnych od 21 II 2018
  - dyrektor diecezjalny Radia Plus od 29 III 2016